# 542 a.C.

## Eventos
- Ciro II conquista toda a Ásia Menor, terminando as contendas iniciadas em 547 a.C. Antes tinha conquistado o Império Medo (c.553 a.C. - 549 a.C.) para o que teve o apoio de parte da nobreza meda; conquistou igualmente o Reino da Lídia.